# Magliolo
Magliolo est une commune italienne de moins de 1 000 habitants située dans la province de Savone, dans la région Ligurie, dans le Nord-Ouest de l'Italie.

## Administration
| Période                                  | Période | Identité          | Étiquette | Qualité |
| ---------------------------------------- | ------- | ----------------- | --------- | ------- |
|                                          |         | Catania Salvatore |           |         |
| Les données manquantes sont à compléter. |         |                   |           |         |

### Communes limitrophes
Bardineto, Calizzano, Giustenice, Rialto et Tovo San Giacomo.